# Mrzygłód (Myszków)
Mrzygłód – dzielnica Myszkowa w województwie śląskim. W latach 1412–1870 samodzielne miasto. W latach 1975–1998 miejscowość położona była w województwie częstochowskim. Od 1 grudnia 1983 część Myszkowa.

## Nazwa
Miejscowość ma metrykę średniowieczną i istnieje co najmniej od XIV wieku. Wymieniona w 1373 w dokumencie zapisanym w języku łacińskim jako Mrziglod, 1402 Mrzyglod, 1403 Mrzyglodia, 1478 Mrzeglod – Cracovia artificum, 1552 Mrziklod, Mrzygłod oppidum .

## Historia

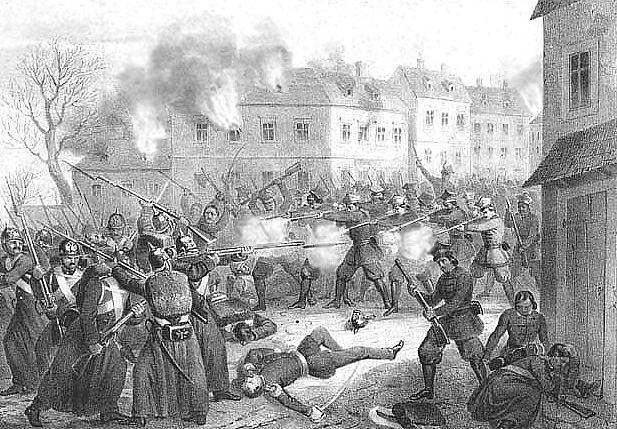
Bitwa pod Mrzygłodem

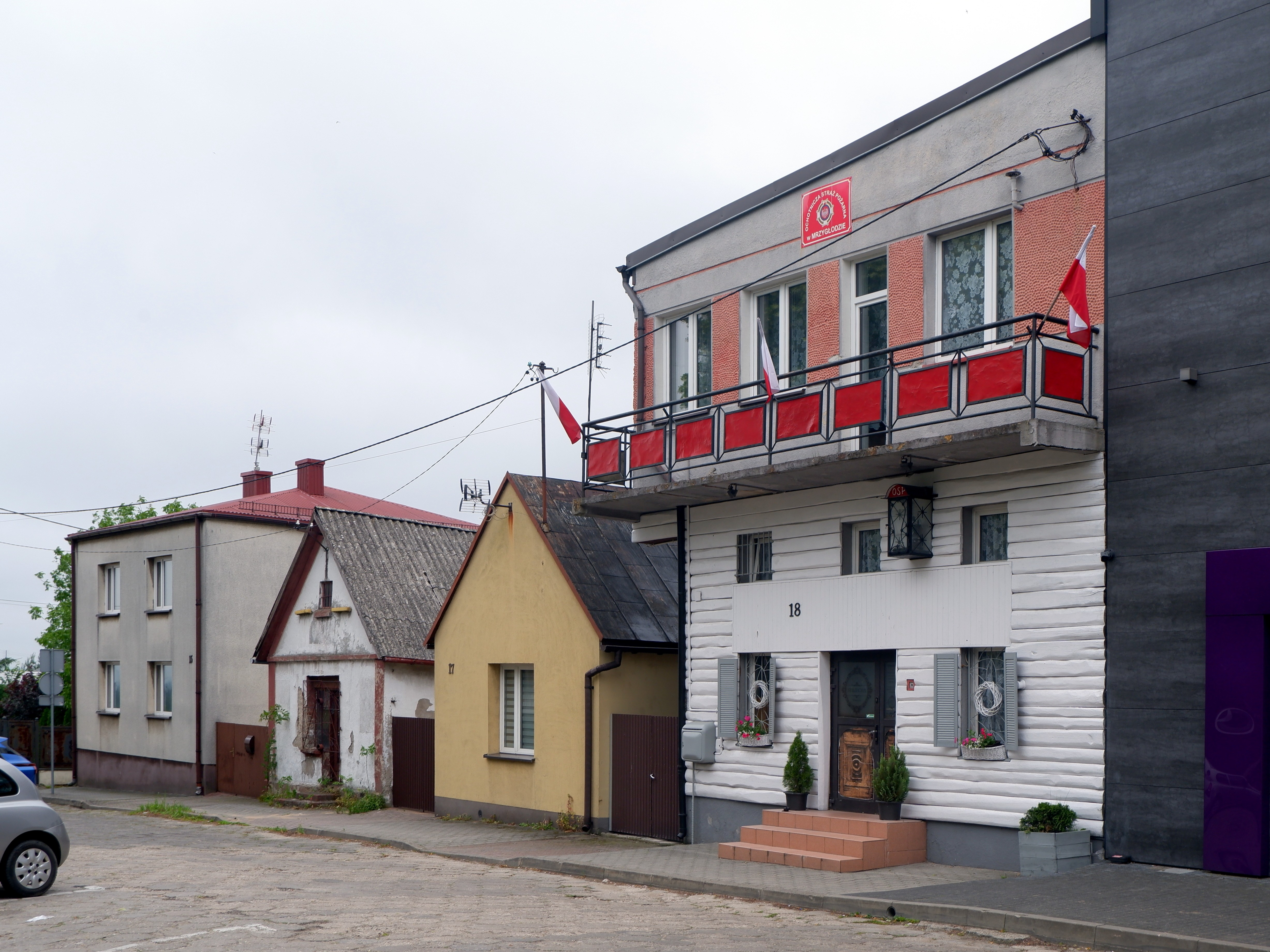
Wschodnia pierzeja rynku z remizą strażacką

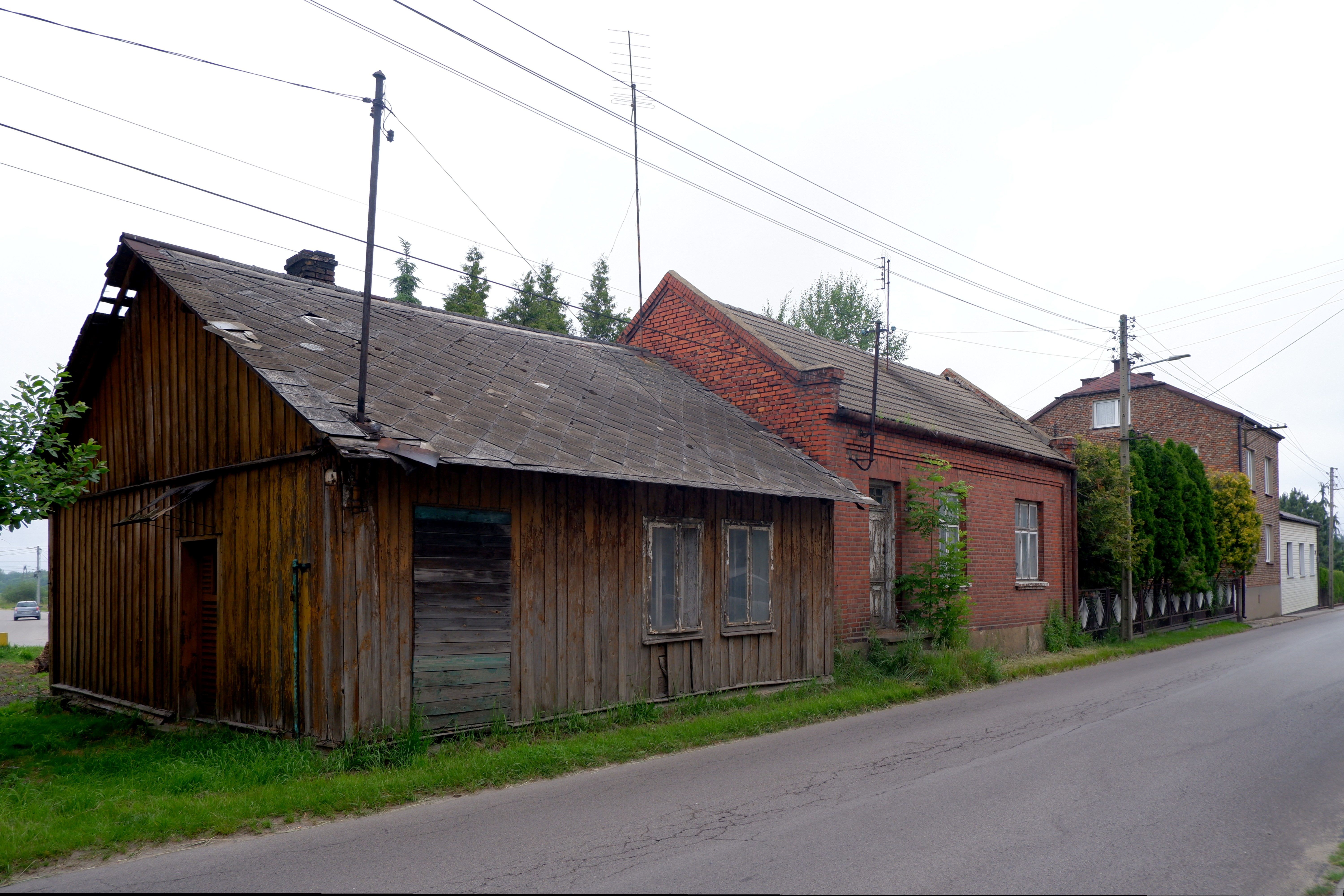
Historyczna zabudowa przy ulicy Włodowskiej

Miejscowość początkowo była własnością szlacheckiego rodu Pileckich herbu Leliwa. Jako osobną miejscowość w zlatynizowanych staropolskich formach zanotowane zostały nazwy Oppidum Mrziglod oraz Mrzyglod. Wymienia je w latach 1470–1480 Jan Długosz w księdze Liber beneficiorum dioecesis Cracoviensis. Jako właściciela Długosz wymienia kasztelana krakowskiego Jana Pileckiego herbu Leliwa .
W 1595 roku miasto położone w powiecie lelowskim województwa krakowskiego była własnością kasztelana oświęcimskiego Wojciecha Padniewskiego.
1 marca 1863 r. miała tu miejsce bitwa zwana bitwą pod Mrzygłodem.
Do 1954 r. oraz w latach 1973–1976 miejscowość była siedzibą gminy Mrzygłód. 15 stycznia 1976 r., po zniesieniu gminy, Mrzygłód włączono do gminy Włodowice, a następnie 1 grudnia 1983 do Myszkowa.
W Mrzygłodzie pozostał rynek z okresu lokalizacji miasta z pomnikiem Powstańców 1863 r. (1933) i figurą św. Jana (1915).
Znajduje się tu kościół pod wezwaniem Wniebowzięcia Najświętszej Maryi Panny. Pochodzi on z XVII w., zbudowany w miejsce starszego, drewnianego kościoła. Reprezentuje style: barokowy, rokokowy i renesansowy. Ufundowany przez kasztelana krakowskiego Stanisława Warszyckiego. 25 sierpnia 1996 r. obraz Matki Boskiej Mrzygłodzkiej został ukoronowany koronami papieskimi. Obok kościoła znajduje się plebania, a dalej Kalwaria, gdzie można zobaczyć unikatową Drogę Krzyżową, która wyrzeźbiona została w brązie. Całość została wkomponowana w skały wapienne, na których umieszczone zostały poszczególne stacje.
Mrzygłód posiadał prawa miejskie w latach 1412–1870 (w 1647 powtórna lokacja).